# Ozobí

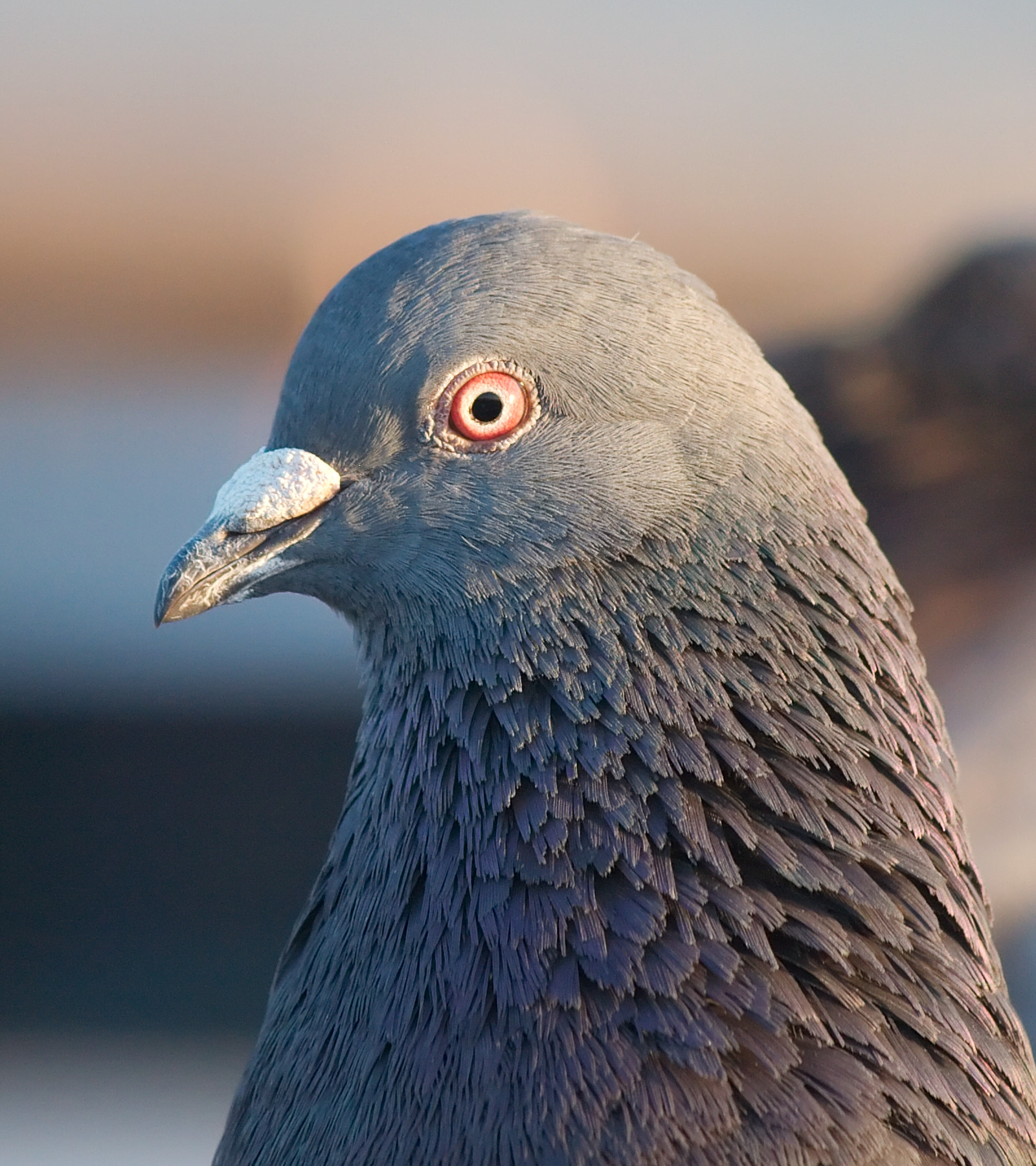
Holub skalní (Columba livia); samec má značně nápadné ozobí

Ozobí (Cera) je měkká, většinou neopeřená část ptačího těla, tvořená kůží, která se nachází nad zobákem. Obvykle jsou v něm umístěny nosní otvory (kromě sov, které mají nosní otvory mimo ozobí). Ozobí bývá u samce a samice některých druhů různobarevné, například známá je barevná různorodost ozobí u andulek, kde má samec ozobí modré a samice růžové až hnědé. 
Ozobí je typické například u holubů, sov, papoušků a krocanů.  